# The Life and Death of Thomas Simeon
|  | Denne artikel er oprettet af botten PalnaBot ud fra en ekstern database. Den kan derfor have sproglige fejl eller mangler. Denne skabelon kan fjernes efter kontrol af indholdet. |

The Life and Death of Thomas Simeon er en kortfilm instrueret af Jonas Bech efter eget manuskript.